# 浦田恵司
浦田 恵司（うらた けいし、1952年3月11日）は、シンセサイザー・プログラマー、マニピュレーター、音楽プロデューサー、作曲家、編曲家。熊本県出身。

## 人物・活動
クラシック音楽に興味があり、オーケストレーションを自身で組み立ててみたいと思い、キーボードでオーケストレーションを作成出来るメロトロンに関心を持つ。その流れで19歳の頃にシンセサイザーと出会う。最初に購入したのはMOOGⅢ。現代音楽をやっていた友人の影響もあり、電子音のSEを作るなどのコラージュ的な音作りを確立させていった。本人曰く、気が付けばそれまでの実績が評価されるようになり、仕事の依頼も増え、知らないうちにシンセサイザー・プログラマーになっていた感じだったという。
1986年から芸能山城組にサウンド・アーキテクトとして参加する。1990年には高野山や比叡山を舞台とし、僧侶の声とシンセサイザーを融合させたライブ・パフォーマンスを披露する。
プログラマーとしては松任谷正隆、佐藤準、大村雅朗など著名なアレンジャーが編曲する作品に起用されることが多く、井上陽水、松任谷由実をはじめとする日本の音楽界を代表する数多のミュージシャンやアーティストらと共演している。また長編アニメ映画「AKIRA」の音楽を全編に亘って担当する。
現在は岐阜県高山市に移住し、青銅製のゴンダなどを使用した演奏活動と音源を基にした、ジャンルにこだわらない新しい音楽活動に取り組むほか、セミナーに講師として招かれ、作曲・アレンジ・コンピュータープログラムなどについて話すこともある。

## 主な作品

### 浦田恵司名義
- 『世界の果て』（1989年）- 東芝EMI
- 『支配者の黄昏 サウンド・トラック』（1998年1月21日）- VICTOR

### 浦田恵司プロジェクト名義
- 『月光』（1995年4月21日）- イースタンゲイル

## 参考資料
- 『サウンド&レコーディング・マガジン 1993年1月号 プログラマーWHO'S WHO：浦田恵司 より』第12巻第1号、リットーミュージック、1993年1月1日、165頁、雑誌04019-1。